# Контрабанда (фільм, 2012)
«Контрабанда» (англ. Contraband) — американсько-британсько-французький кримінальний бойовик режисера Балтасара Кормакура (був також продюсером), що вийшов 2012 року. У головних ролях Марк Волберг, Кейт Бекінсейл. Стрічка є рімейком ісландського фільму «Рейк'явік-Роттердам» (2008).
Сценаристом був Аарон Ґазиковскі, продюсерами також були Тім Беван, Марк Волберг та інші. Вперше фільм у США продемонстрували 13 січня 2012 року. В Україні у кінопрокаті прем'єра фільму відбулась 19 січня 2012 року.

## Сюжет
Кріс Феррадей — колишній контрабандист, але він залишив цю роботу заради своєї сім'ї. Проте брат його дружини перевозив наркотики, коли почалася поліцейська облава, тому він був змушений викинути їх за борт. Тепер Кріс має виконати останнє завдання мафії для того, щоб урятувати близьких.

## У ролях
| Актор              | Персонаж                               | Роль                               |
| ------------------ | -------------------------------------- | ---------------------------------- |
| Марк Волберг       | Кріс Феррадей (англ. Chris Farraday)   | колишній контрабандист             |
| Кейт Бекінсейл     | Кейт Феррадей (англ. Kate Farraday)    | дружина Кріса                      |
| Бен Фостер         | Себастіан Ебні (англ. Sebastian Abney) | друг Кріса, колишній контрабандист |
| Калеб Лендрі Джонс | Енді (англ. Andy)                      | брат Кейт Феррадей, контрабандист  |
| Джованні Рібізі    | Тім Бріґґс (англ. Tim Briggs)          | ґанґстер, бос Енді                 |
| Дієго Луна         | Гонсало (англ. Gonzalo)                | кримінальний авторитет             |
| Джонатан Сіммонс   | Редмонд Камп (англ. Redmond Camp)      | капітан вантажного судна           |
| Лукас Хаас         | Денні Реймер (англ. Danny Raymer)      | друг Кріса                         |
| Джейсон Мітчелл    | Волтер (англ. Walter)                  |                                    |

## Сприйняття

### Критика
Фільм отримав змішані відгуки: Rotten Tomatoes дав оцінку 51 % на основі 156 відгуків від критиків (середня оцінка 5,4/10) і 57 % від глядачів із середньою оцінкою 3,5/5 (66,760 голосів). Загалом на сайті фільми має негативний рейтинг, фільму зарахований «гнилий помідор» від кінокритиків і «розсипаний попкорн» від глядачів, Internet Movie Database — 6,4/10 (73 992 голоси), Metacritic — 51/100 (38 відгуків критиків) і 6,0/10 від глядачів (114 голосів). Загалом на цьому ресурсі від критиків і від глядачів фільм отримав змішані відгуки.

### Касові збори
Під час показу у США, що розпочався 13 січня 2012 року, протягом першого тижня фільм показали у 2,863 кінотеатрах і він зібрав 24,349,815  доларів США, що на той час дозволило йому зайняти перше місце серед усіх прем'єр. Показ фільму тривав 63 дні (9 тижнів) і завершився 15 березня 2012 року. За цей час фільм зібрав у прокаті у США 66,528,000  доларів США, а у решті світу 29,734,212 доларів США, тобто загалом 96,262,212 доларів США при бюджеті 25 млн доларів США. Від продажу DVD-дисків у США було виручено ще 15,201,537 доларів США.
Під час показу в Україні, що стартував 19 січня 2012 року, протягом першого тижня фільм показали у 61 кінотеатрі і він зібрав 133,174 доларів США, що на той час також дозволило йому зайняти перше місце серед усіх прем'єр. Стрічка зібрала в Україні 193,092 доларів США. Із цим показником стрічка зайняла 82 місце у кінопрокаті за касовими зборами в Україні.

### Виноски
1. 1 2  Contraband: Release Info (англ.). Internet Movie Database. Архів оригіналу за 18 серпня 2013. Процитовано 29 жовтня 2013.
2. 1 2  Контрабанда. Kino-teatr.ua. Архів оригіналу за 28 вересня 2013. Процитовано 29 жовтня 2013.
3. 1 2  Contraband (англ.). The Numbers. Архів оригіналу за 19 серпня 2013. Процитовано 29 жовтня 2013.
4. 1 2  Contraband (англ.). Box Office Mojo. Архів оригіналу за 10 березня 2012. Процитовано 29 жовтня 2013.
5. 1 2  Contraband (англ.). Internet Movie Database. Архів оригіналу за 31 жовтня 2013. Процитовано 29 жовтня 2013.
6. ↑  Contraband (англ.). Allrovi. Архів оригіналу за 8 січня 2012. Процитовано 29 жовтня 2013.
7. 1 2  Contraband: Full Cast & Crew (англ.). Internet Movie Database. Процитовано 29 жовтня 2013.
8. ↑  Contraband (англ.). Rotten Tomatoes. Архів оригіналу за 22 листопада 2013. Процитовано 29 жовтня 2013.
9. ↑  Contraband (англ.). Metacritic. Архів оригіналу за 14 листопада 2012. Процитовано 29 жовтня 2013.
10. ↑  Contraband — Ukraine Weekend Box Office (англ.). Box Office Mojo. Процитовано 29 жовтня 2013.
11. ↑  Ukraine Yearly Box Office. 2012 (англ.). Box Office Mojo. Архів оригіналу за 12 липня 2013. Процитовано 29 жовтня 2013.